# Lactobacillus kefiranofaciens
Lactobacillus kefiranofaciens es una especie de bacteria láctica, bacilar, homofermentadora y con capa mucosa, aislada por primera vez de los granos de kéfir en 1988, de los que toma su nombre. Su cepa tipo es WT-2B (ATCC 43761). Su genoma fue secuenciado en 2011.Es una bacteria grampositiva.